# Великолепная черепаха
Великолепная черепаха (Rhinoclemmys pulcherrima) — вид черепах семейства азиатских пресноводных черепах. Имеет 4 подвида.
Общая длина 20 см, масса достигает 600 г. Самцы немного меньше самок, однако имеют более мощный хвост. Голова вытянута. На позвоночнике является невысокий гребень. Панцирь немного загнут вверх. Пластрон у самцов выпуклый.
Общая окраска светло-коричнево-красная. На голове, шее и ногах имеется пятнистый рисунок ярко-красного тона.
Проводит много времени на суше. Активна днём. Питается растениями, овощами, дождевыми червями, мелкой рыбой.
С мая по июнь самки откладывают от 3 до 5 белых яиц овальной формы.
Черепахи хорошо приручаются.
Вид распространён в Мексике (штаты: Сонора, Синалоа, Наярит, Халиско, Колима, Мичоакан, Герреро, Оахака, Чьяпас). Встречается также в Гватемале, Сальвадоре, Гондурасе, Никарагуа, Коста-Рике.
Подвиды:
- Rhinoclemmys pulcherrima incisa — Сальвадор, Гватемала, Никарагуа, Гондурас и южная Мексика
- Rhinoclemmys pulcherrima pulcherrima — южный Никарагуа, Коста-Рика
- Rhinoclemmys pulcherrima manni — Мексика: Герреро и Оахака
- Rhinoclemmys pulcherrima rogerbarbouri — мексиканский эндемический подвид